# Koutekita
La koutekita és un mineral de la classe dels sulfurs.

## Característiques
La koutekita és un aliatge de coure i arsènic, de fórmula química Cu₅As₂. Cristal·litza en el sistema hexagonal. Es troba en forma de fins grans d'un mil·límetre, com a intercreixements. La seva duresa a l'escala de Mohs és 3,5.
Segons la classificació de Nickel-Strunz, la koutekita pertany a «02.AA: Aliatges de metal·loides amb Cu, Ag, Au» juntament amb els següents minerals: domeykita-β, algodonita, domeykita, novakita, cuprostibina, kutinaïta, al·largent, discrasita, maldonita i stistaïta.

## Formació i jaciments
Es troba en dipòsits de coure arsenical. Sol trobar-se associada a altres minerals com: paxita, arsènic, plata, skutterudita, niquelina, löllingita, calcocita, algodonita, domeykita, al·largent, kutinaïta o calcita. Va ser descoberta l'any 1958 a Černý Důl, Riesengebirge (Regió de Hradec Králové, República Txeca). Ha sigut descrita també a altres països com Àustria, França, Alemanya, Iran, Eslovàquia, Suècia, Suïssa i Estats Units.